# Понинский, Иероним Адам
Иероним Адам Ярослав Понинский (1630—1702) — государственный и военный деятель Речи Посполитой, чашник всховский (с 1676), каштелян рогозьновский (1692—1697) и гнезненский (1697—1702), староста всховский и копаницкий.
Основатель так называемой старостянской линии рода Понинских, которая в дальнейшем получила княжеский титул Речи Посполитой.

## Биография
Представитель польского шляхетского рода Понинских герба «Лодзя». Сын Александра Понинского от второго брака с Анной Закржевской.
В молодости под командованием Стефана Чарнецкого участвовал в борьбе против шведских войск во время Польско-шведской войны (1655—1660). С 1676 года занимал должность чашника всховского. Также ему принадлежали староства копаницкое и всховское. Ему принадлежали замки Псарск и Жидув.
В 1692—1697 годах Иероним Адам Понинский исполнял обязанности каштеляна рогозьновского, а в 1697—1702 годах был каштеляном гнезненским.

## Семья и дети
От брака с Терезой Хоцишевской, владелицей имения Витковице, от брака с которой имел пять детей:
- Барбара, муж — каштелян накельский Ян Павел Гембицкий (ум. 1713)
- Адам (ум. 1732), каштелян познанский
- Фрацишек (1676—1740), староста копаницкий и стольник познанский
- Кароль Самуил (1675—1727), епископ-суффраган познанский
- Владислав (ум. 1731), староста всховский, референдарий великий коронный